# Petrem
Petrem (Frans: Piétrain, Waals: Pîtrin) is een dorp in de Belgische provincie Waals-Brabant en een deelgemeente van Geldenaken. Tot 1 januari 1977 was het een zelfstandige gemeente. In het zuiden van de deelgemeente ligt nog het gehucht Herbais.

## Plaatsnaamkunde
In 1216 werd de plaats vermeld als Peterhem en twee jaar later, in 1218, verschijnt de spelling Petrehem in de bronnen.

## Demografische ontwikkeling
- Bronnen:NIS, Opm:1831 tot en met 1970=volkstellingen

## Bezienswaardigheden
- De Église Saint-Gabriel, vroeger genoemd Eglise Sainte-Gertrude
- De Tumulus van Herbais

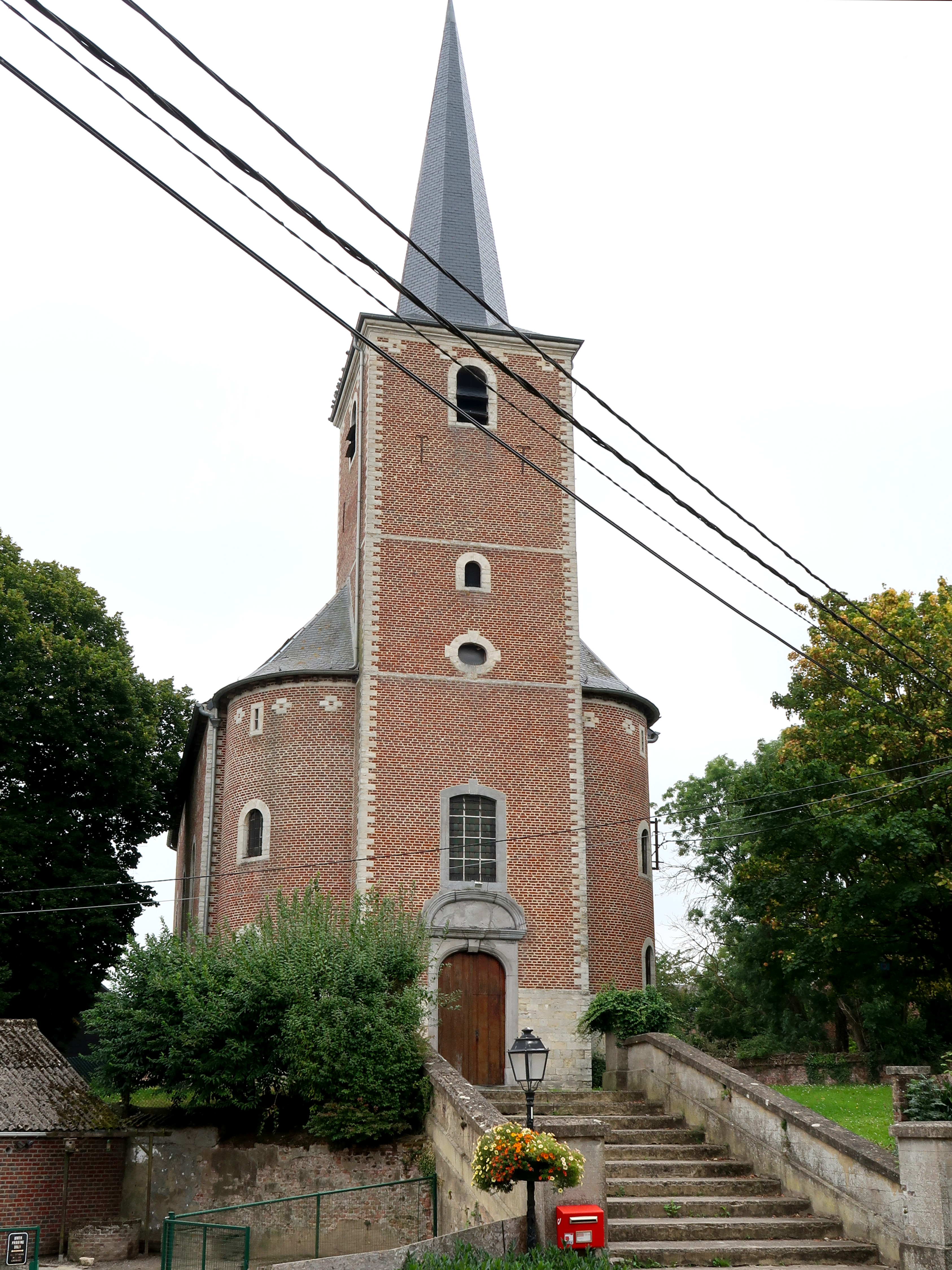
Kerk Saint-Gabriel
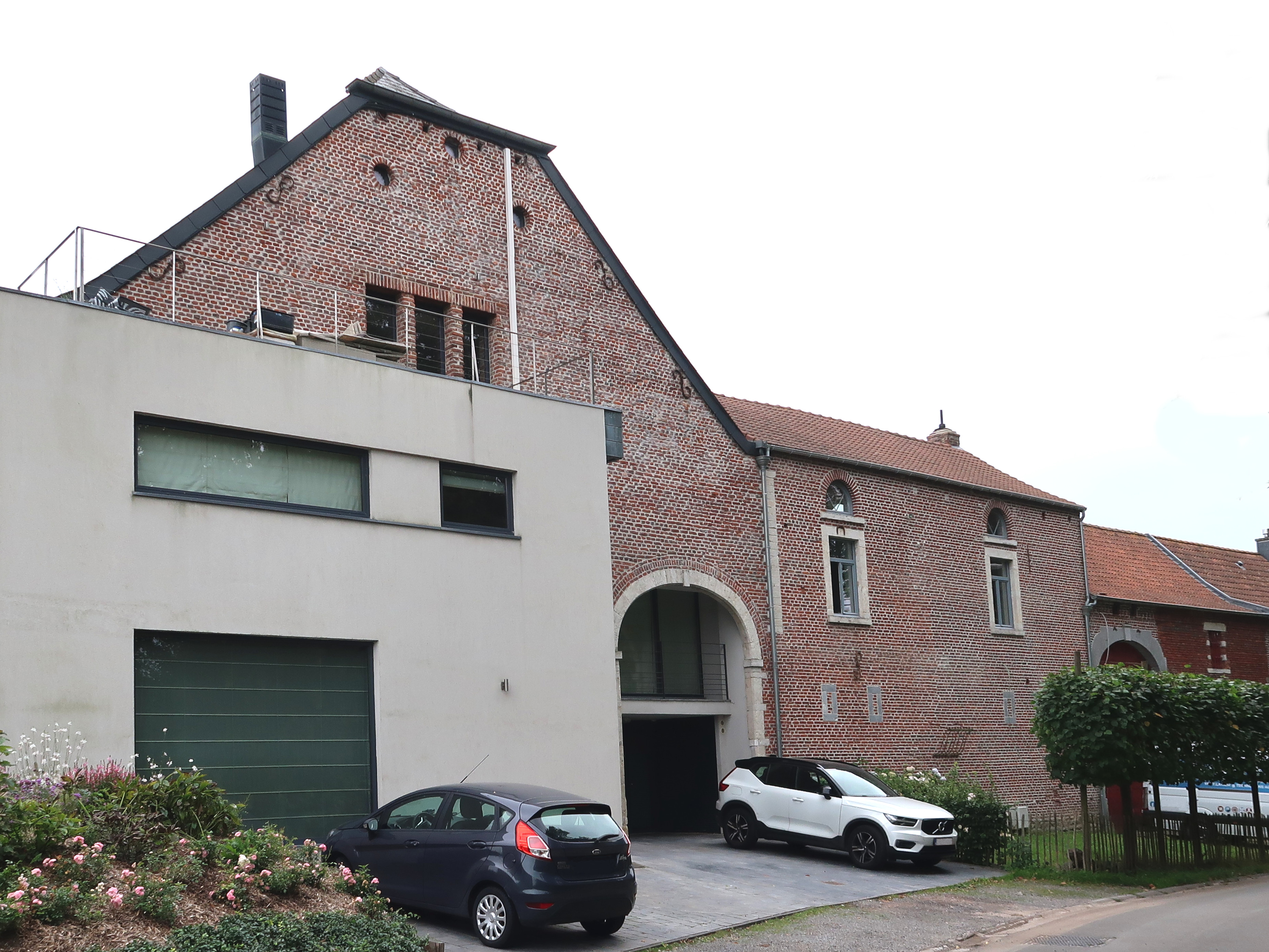
Voormalige hoeve de la Ramée
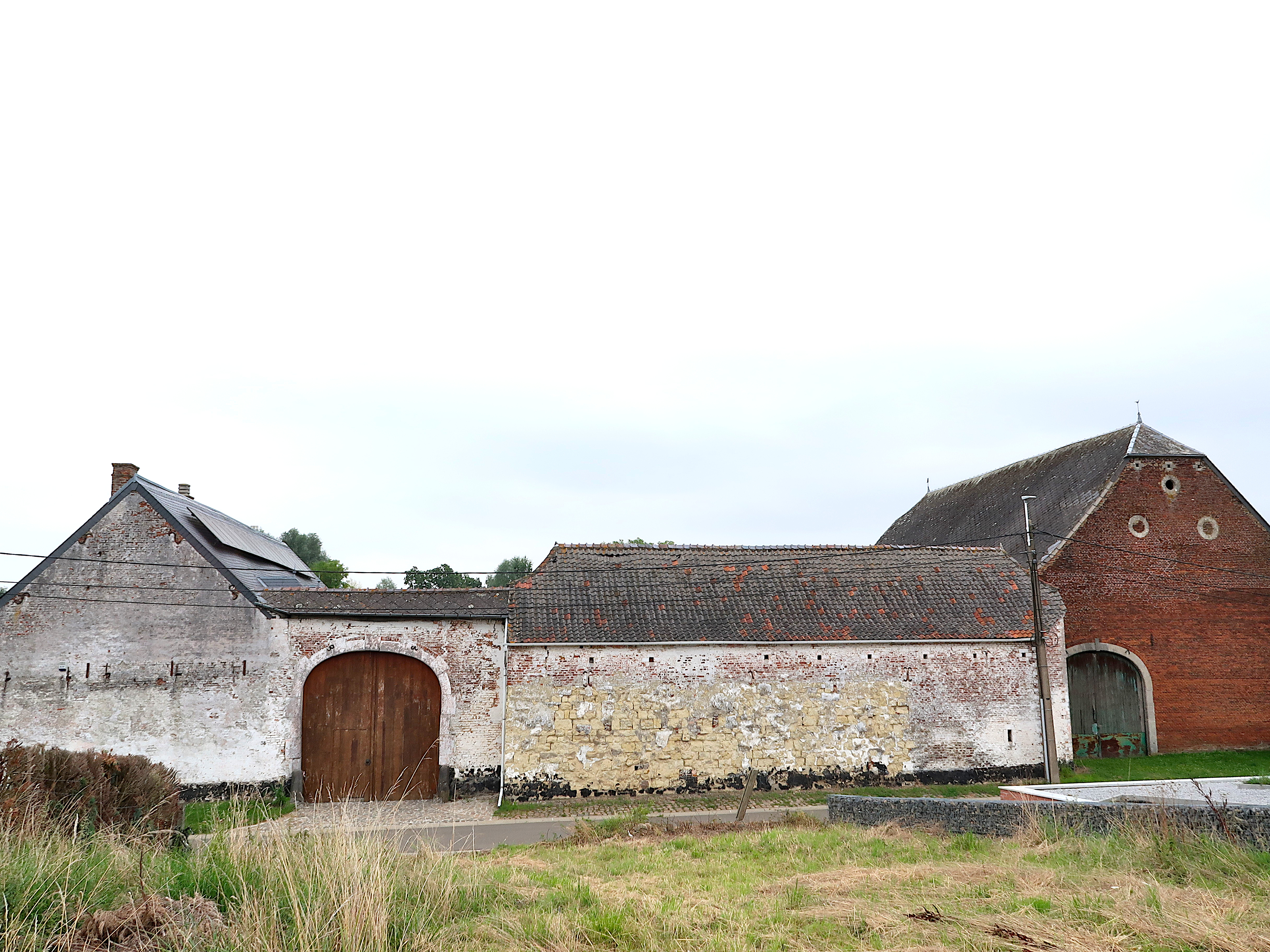
Hoeve Mont Villegia
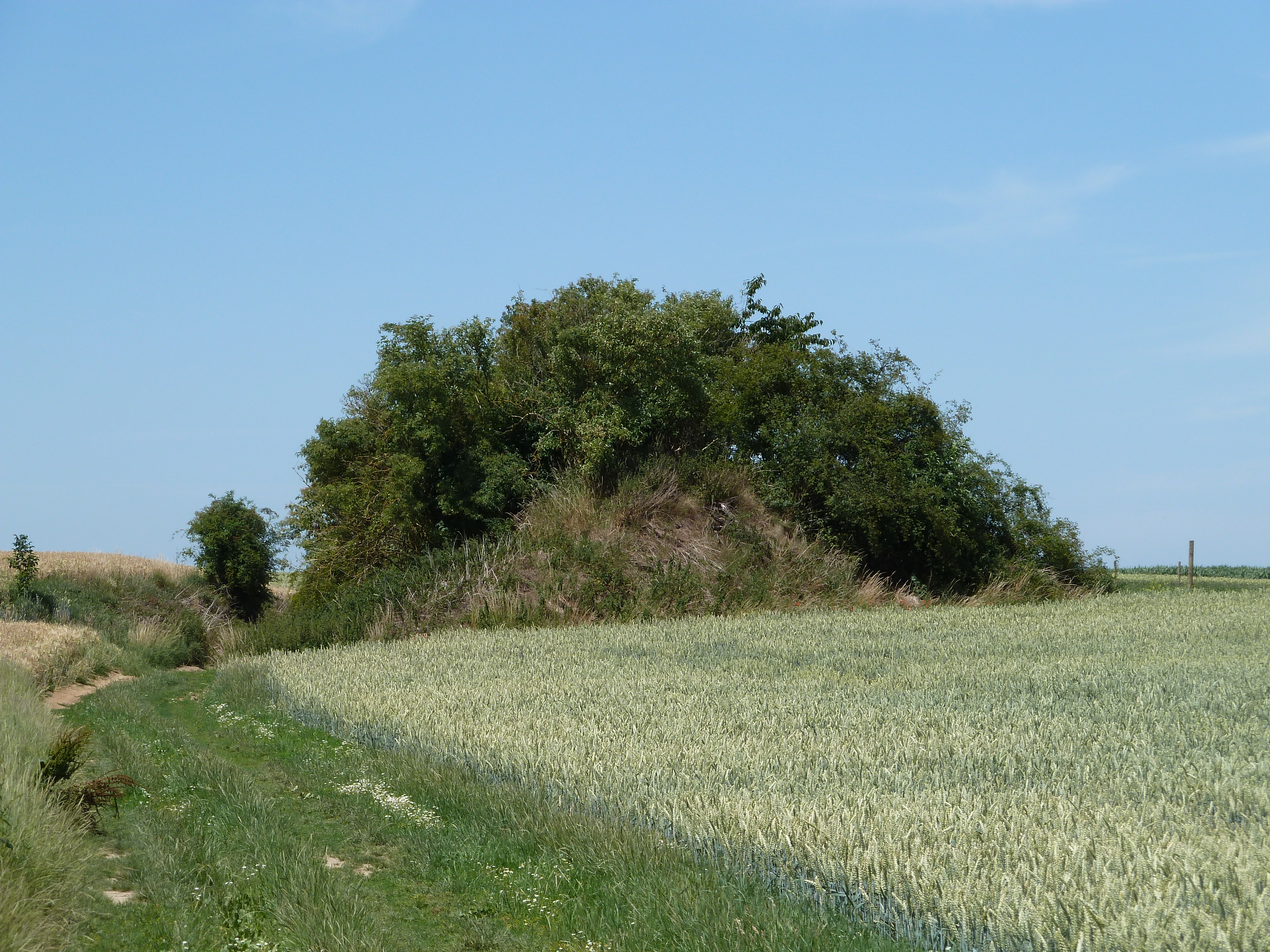
Tumulus van Piétrain/Herbais
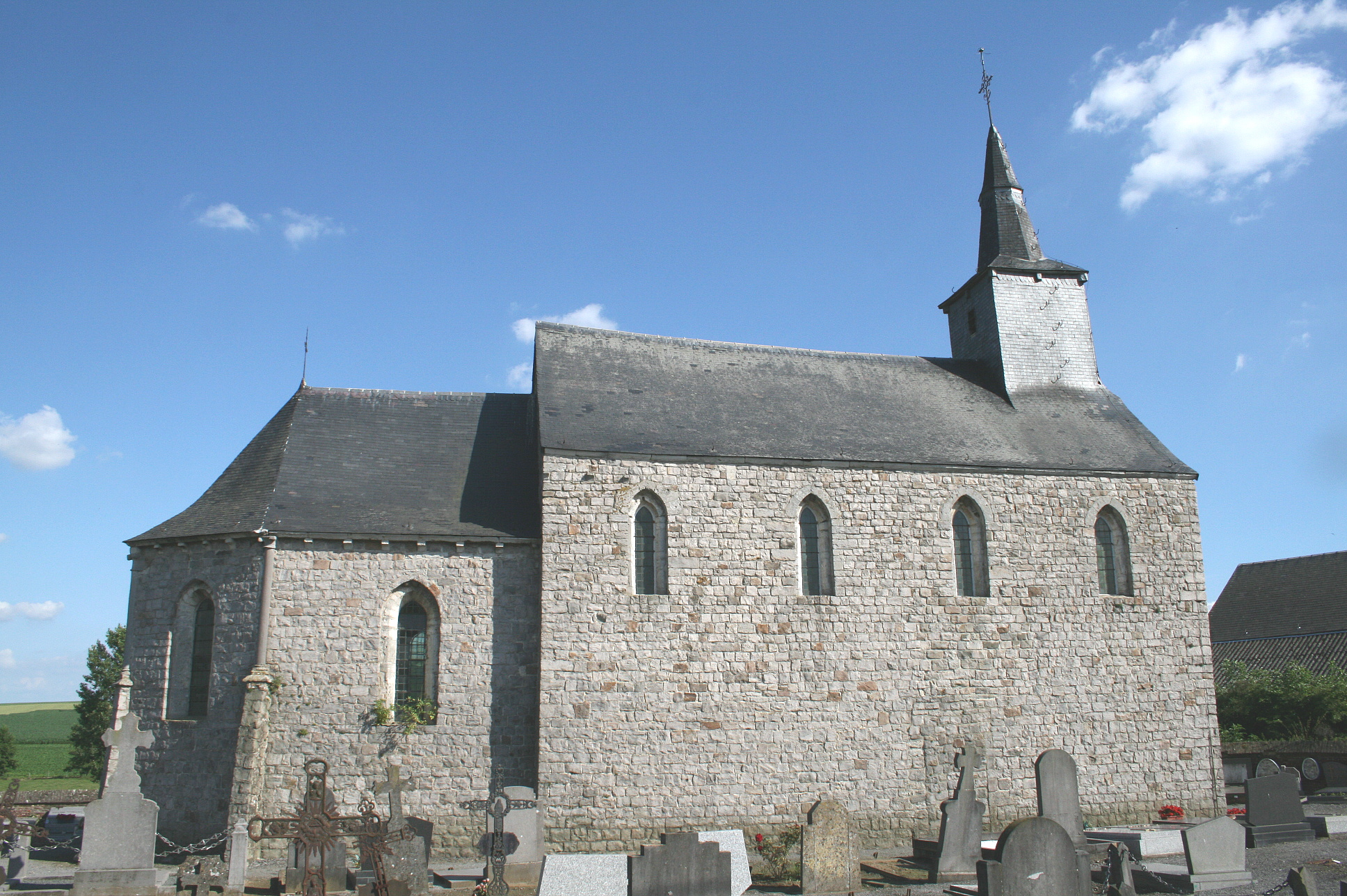
Kapel Sainte-Catherine (13e eeuw) in gehucht Herbais

## Trivia
De oorsprong van het varkensras Piétrain ligt bij dit plaatsje.
Deelgemeenten: Dongelberg · Geldenaken · Jauchelette · Lathuy · Malen · Opgeldenaken · Petrem · Sint-Jans-Geest · Sint-Remigius-Geest · Zittert-Lummen

Overige dorpen en gehuchten: Brocui · Genville · Gobertange · Herbais · Maison du Bois · Molembais-Saint-Josse · Piétremeau · Sint-Maria-Geest · Sart-Mélin

Belgische gemeenten · Arrondissement Nijvel · Waals-Brabant · Wallonië